# Francisco Ferreira
Francisco "Xico" Ferreira (Guimarães, 23 de agosto de 1919 — Lisboa, 14 de dezembro de 1986) foi um futebolista português, que jogou como médio-centro.

## Carreira
Ao longo das quinze temporadas na Primeira Liga, Francisco participou em duzentos e setenta e oito jogos, onde marcou vinte e três golos, principalmente na equipa do Benfica, tendo conquistado dez títulos importantes.
Ele também é notável por malfadados motivos, após uma partida amigável realizada em sua homenagem entre o Benfica e o Torino, como a equipa italiana voltou para casa, seu avião caiu na Basílica de Superga, onde matou todos a bordo e deu fim à equipe do Grande Torino.

## Conquistas
Porto
- Campeonato de Portugal: 1936–37

Benfica
- Primeira Divisão (4): 1941–42, 1942–43, 1944–45, 1949–50
- Taça de Portugal (6): 1939–40, 1942–43, 1943–44, 1948–49, 1950–51, 1951–52[2]
- Campeonato de Lisboa: 1939–40